# Marcus Bischoff
Marcus Bischoff (ur. 8 września 1980 w Rudolstadt) – niemiecki wokalista, współzałożyciel i wokalista grupy Heaven Shall Burn, pielęgniarz.

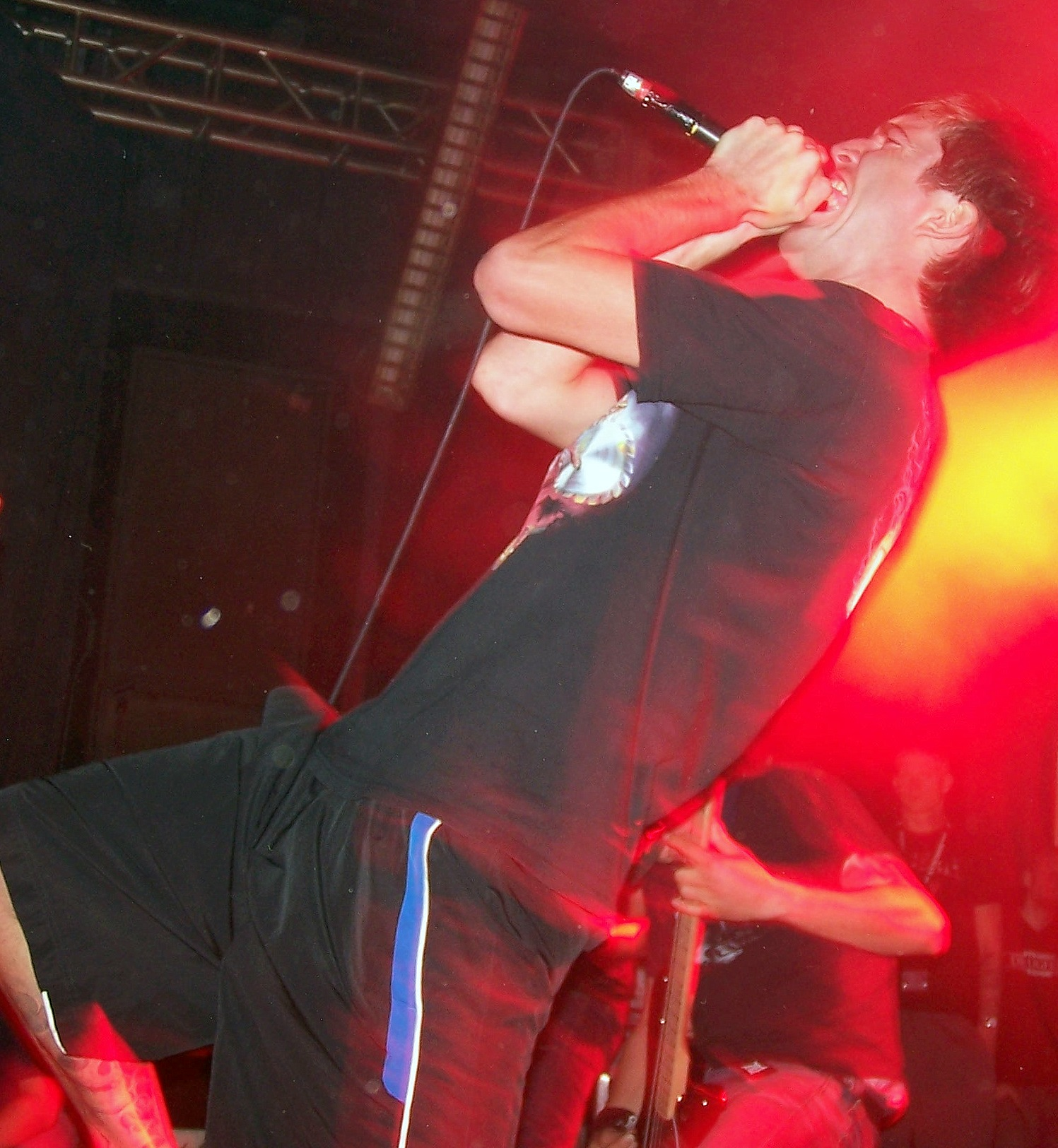
Marcus Bischoff podczas koncertu HSB w Monachium na trasie Hell On Earth 2006

## Życiorys
Urodził się 8 września 1980 w Rudolstadt. Dorastał w Turyngii w okolicach Erfurtu i Saalfeld/Saale. Na stałe zamieszkał w Maxhüttenstadt Unterwellenborn koło Saalfeld.
Od 1996 jako wokalista przystąpił wraz z bratem, basistą Erikiem do składu zespołu Heaven Shall Burn (pierwotnie działającego pod nazwą Consense). Podobnie jak pozostali członkowie zespołu został weganem. Swój śpiew w zespole nazywa krzykiem. Jest entuzjastą wokalisty George’a „Corpsegrindera” Fishera z grupy Cannibal Corpse. Za najczęściej słuchany przez siebie album w 2013 wskazał Mutter grupy Rammstein.
Przez kilka semestrów studiował technologię środowiskową, jednak przerwał tę edukację, ponieważ nie odpowiadał mu ten kierunek. Jeszcze podczas odbywania służby cywilnej odkrył swoje powołanie w trakcie pracy z osobami niepełnosprawnymi umysłowo. Równolegle z zaangażowaniem w zespole muzycznym około 2006 podjął pracę zawodową w charakterze pielęgniarza. W 2010 był zatrudniony w wymiarze 16 godzin tygodniowo. Według stanu z 2021 wykonywał swoje obowiązki na oddziale intensywnej terapii szpitala w Saalfeld opiekując się pacjentami w stanie wegetatywnym. Służbę odbywał także podczas pandemii COVID-19. Określił siebie jako osobę wolną w życiu osobistym.
Z uwagi na jego niedyspozycję z głosem podczas występów wiosną 2025 miejsce wokality zajęła tymczasowo Britta Görtz z zespoł Hiraes.

## Dyskografia
Albumy studyjne Heaven Shall Burn
- Asunder (2000)
- Whatever It May Take (2002)
- AntiGone (2004)
- Deaf To Our Prayers (2006)
- Iconoclast (Part 1: The Final Resistance) (2008)
- Invictus (Iconoclast III) (2010)
- Veto (2013)
- Wanderer (2016)
- Of Truth & Sacrifice (2020)

Występy gościnne
- Maroon – Antagonist (2002), w utworze „An End Like This”
- Mercenary – The Hours that Remain (2006), w utworze „Soul Decision”
- Neaera – Armamentarium (2007), w utworze „Liberation”
- Hate Squad – Degüello Wartunes (2008), w utworach „Rise Up”, „My War”, „Rivers Of Blood”
- Erode – Horizon (2011), w utworze „Wither”
- Caliban – I Am Nemesis (2012), w utworze „We Are The Many”
- Ghøstkid – Ghøstkid (2020), w utworze „Supernøva”
- Caliban – Dystopia (2022), w utworze „VirUS”[16] i w teledysku do tegoż[17]